# Hister quadrimaculatus
Espèce
Hister quadrimaculatus est une espèce d'insectes de l'ordre des coléoptères, de la famille des Histeridae, sous-famille des Histerinae, de la tribu des Histerini et du genre Hister.

## Description
Corps long de 7 à 10 mm, ovale convexe, noir brillant, les antennes brunes avec massue jaunâtre à l'apex. Labre petit. Mandibules longues et grossièrement ponctuées. Tête avec une dépression transverse et ponctuée juste en arrière de la strie frontale. Les angles antérieurs et les côtés du pronotum ponctués au-delà de la strie latérale. Élytre avec une strie sub-humérale externe longue et arquée. Tibias antérieurs avec 5 dents sur leur arête externe et une dent obtuse sur leur bord interne.

## Systématique
L'espèce Hister quadrimaculatus a été décrite par le naturaliste suédois Carl von Linné en 1758.

### Synonymie
Selon Fauna Europaea (31 août 2014) :
- Hister reniformis Olivier, 1789
- Hister lunatus Scriba, 1790
- Hister sinuatus Herbst, 1792
- Hister gagates Illiger, 1807
- Hister scapularis Fischer de Waldheim, 1823
- Hister marshami Stephens, 1830
- Hister aethiops Heer, 1841
- Hister pelopis Marseul, 1861
- Hister crassimargo Gozis, 1886
- Hister cephallenicus Daniel, 1906